# Johnny Kidd and the Pirates
Johnny Kidd and the Pirates was een Britse rockband, die bestond tussen 1959 en Kidds plotselinge dood in 1966. De groep had in die tijd een aantal hits, waarvan één, Shakin’ All Over, de eerste plaats in de UK Singles Chart haalde.

## Johnny Kidd
Johnny Kidd (Willesden, Noord-Londen, 23 december 1935 – Bury, Lancashire, 7 oktober 1966) heette in werkelijkheid Frederick Albert Heath. Rond 1956 werd hij gitarist in een skifflegroep. De groep noemde zich The Frantic Four en veranderde later zijn naam in The Nutters. Daarnaast legde Heath zich toe op het schrijven van liedjes.
In 1959 deden Heath en zijn band auditie bij His Master's Voice. Ze namen Please Don't Touch op, een rock-'n-rollnummer. De platenmaatschappij bood de groep een contract aan, maar stelde wel als voorwaarde dat de naam van de band, Freddie Heath and the Nutters, zou worden veranderd in Johnny Kidd and the Pirates. Het is niet bekend van wie dat idee afkomstig was.
Please Don't Touch werd een klein hitje. Johnny Kidd onderscheidde zich van andere Engelse rockers uit die tijd, zoals Billy Fury of Marty Wilde, doordat hij niet probeerde Elvis Presley of een ander Amerikaans idool te imiteren. Hij had een eigen stijl.
De komende jaren werkten Kidd en zijn Pirates hard aan hun ‘stage-act’. Ze traden op in piratenkostuums met een piratenschip als decor. Kidd zelf droeg een ooglapje en een hartsvanger, waarmee hij vervaarlijk zwaaide tijdens optredens en af en toe de planken van het toneel beschadigde. Met de hartsvanger was het afgelopen toen zijn verzekeraar duidelijk maakte dat de schade daarmee aangericht voortaan niet meer zou worden vergoed. Ondanks zijn voorkeur voor muziek die uit de mode begon te raken, was Kidd zeer geïnteresseerd in techniek. Hij experimenteerde tijdens live-optredens vaak met een Copicat, een apparaatje dat zijn stem een echo-effect gaf.
Na de enige nummer 1-hit voor de groep, Shakin' All Over uit 1960, verdween langzamerhand de belangstelling voor de groep, ondanks een compleet nieuwe bezetting in 1961. Dat werd alleen maar erger met de opkomst van de Merseybeat. In 1966 trad Kidd op met een nieuwe groep, The New Pirates, en paste hij zich enigszins aan de nieuwe smaak aan. De vraag of dit een comeback had kunnen opleveren, is niet te beantwoorden.
Op 7 oktober 1966 waren Johnny Kidd en zijn bassist Nick Simper, na een vergeefse reis naar een optreden dat niet doorging en een zakelijke bespreking daarna, als passagiers in een auto onderweg naar huis, toen de chauffeur in de buurt van Bury in Lancashire de macht over het stuur verloor en frontaal inreed op een tegenligger. Johnny Kidd en de passagier in de andere auto waren op slag dood. De beide chauffeurs waren zwaargewond. Simper kwam eraf met een gebroken arm en een gebroken neus.
Kidd is twee keer getrouwd geweest en had drie kinderen.

## The Pirates
The Pirates waren een kweekvijver voor talent. Veel leden van de groep zijn later bij andere beroemde groepen terechtgekomen.
De eerste bezetting was (na enige aanloopproblemen):
- Alan Caddy (1940-2000), gitaar
- Brian Gregg, basgitaar
- Clem Cattini, drums, en natuurlijk:
- Johnny Kidd, zang

Deze samenstelling, zang, gitaar, bas en drums, was vrij ongebruikelijk in die tijd. Bij de groepen die uit vier man bestonden, bespeelde doorgaans de zanger een tweede gitaar. Dat was bijvoorbeeld de bezetting van The Beatles. Johnny Kidd en the Pirates brachten de zanger Roger Daltrey van The Who op het idee de gitaar terzijde te leggen en alleen nog maar te zingen, onder begeleiding van gitaar, bas en drums. Toen The Who nog The Detours heetten, hadden ze getoerd met Johnny Kidd and the Pirates. Later had Led Zeppelin ook deze bezetting.
In 1961 stapten alle drie de Pirates op. Alan Caddy en Clem Cattini vertrokken naar The Tornados, waar Brian Gregg later ook terechtkwam. Kidd bracht een nieuwe band bij elkaar met als Pirates:
- Johnny Patto, gitaar
- Johnny Spence, basgitaar
- Frank Farley, drums

Alle drie waren afkomstig van een groep met de naam The Redcaps. Patto vertrok spoedig en werd vervangen door Mick Green (1944-2010), ook een ex-Redcap. Green vertrok in 1964 naar Billy J. Kramer with The Dakotas. Frank Farley volgde in 1966 zijn voorbeeld. In 1968 speelden ze samen in The Cliff Bennett Band.
Vanaf 1964 wisselde de bezetting nogal eens. Tussen 1964 en twee maanden voor Kidds dood telde de groep vijf leden. De vijfde was een organist annex pianist. De volgende mensen hebben ook deel uitgemaakt van The Pirates:
- Vic Cooper, piano en orgel (1964-66)
- John Moreshead, gitaar (1965-66) (stapte in 1966 over naar Shotgun Express)
- Roger ‘Truth’ Pinner, drums (1966-67)
- Nick Simper, basgitaar (1966-67) (in 1968 was hij een van de oprichters van Deep Purple)
- Ray Soper, piano en orgel (1966)
- Mick Stewart, gitaar en zang (1966-67)
- John Weider, gitaar (1964-65) (ging in 1966 spelen bij Eric Burdon and the Animals)

In april 1966 zat Kidd zelfs even zonder band. In mei was er een nieuwe band, nu onder de naam Johnny Kidd and the New Pirates met Mick Stewart, Nick Simper, Roger Truth en tot in augustus 1966 Ray Soper.
Na de dood van Kidd in oktober 1966 gingen Mick Stewart (gitaar), Nick Simper (basgitaar) en Roger Truth (drums) verder als The New Pirates. Ze kregen versterking van Johnny Goodison (keyboard en zang), terwijl Roger Truth al spoedig werd vervangen door Kenny Slade. De groep toerde met de Amerikaanse zanger Bobby Hebb. Daarna hield de groep het nog een paar maanden uit in steeds wisselende bezettingen.
In 1976 vormden Mick Green, Johnny Spence en Frank Farley een nieuwe versie van The Pirates, nu als driemansformatie. De groep bleef regelmatig optreden tot in 1982 en daarna incidenteel tot Greens dood in 2010.
Een andere ‘Pirates’-band die incidenteel optreedt, is Kidd Kane & the Pirates met:
- Kidd Kane, zang
- Joe Moretti jr., gitaar
- Brian Gregg, de oorspronkelijke basgitarist
- Clem Cattini, de oorspronkelijke drummer

Beide groepen speelden en spelen nummers uit de jaren vijftig en zestig en enkele nieuwe nummers in dezelfde stijl.

## Carrière
De eerste en de derde single van Johnny Kidd and the Pirates, Please Don't Touch (1959) en You Got What It Takes, haalden allebei de 25e plaats in de UK Singles Chart, de Britse hitparade. De tweede single ging roemloos ten onder. De vierde single, Shakin’ All Over, werd hun grootste succes.
Het nummer was oorspronkelijk bedoeld als achterkant van Yes Sir, That's My Baby, een liedje uit het repertoire van Ricky Nelson. Johnny Kidd schreef Shakin’ All Over de dag voor de opnames en iedereen vond het nummer zo goed dat het tot voorkant werd gebombardeerd. Voor de opname van het nummer werd een extra gitarist ingehuurd, de sessiemuzikant Joe Moretti (1938-2012). Moretti maakte het voor het nummer karakteristieke ‘zeng’-geluid door met een aansteker tussen de fretten van zijn gitaar over de snaren te strijken. De plaat haalde in augustus 1960 de eerste plaats in de UK Singles Chart.
Het nummer is later door tientallen artiesten gecoverd, onder andere door The Who, The Swinging Blue Jeans, Humble Pie, Iggy Pop, Wanda Jackson en Suzi Quatro. Twee versies haalden ook de hitparade: de Canadese groep The Guess Who, die in 1965 met de single Shakin’ All Over de eerste plaats in de Canadese hitparade haalde, en de Australische zanger Normie Rowe, die in 1965 met Que Sera, Sera/Shakin’ All Over (een dubbele A-kant) in de meeste Australische hitparades ook op nummer 1 kwam te staan.
In 1965 brachten Johnny Kidd and the Pirates een nieuwe versie van het nummer uit als Shakin' All Over '65. De originele versie is in 1976, toen Kidd tien jaar dood was, opnieuw uitgebracht, en in 1980 en 1983 nogmaals. Geen enkele van deze platen werd een hit.
Restless, de opvolger van Shakin’ All Over (september 1960), kwam niet verder dan de 22e plaats in de UK Singles Chart. Daarna kwamen Johnny Kidd and the Pirates nog drie keer terug in de onderste regionen van de hitparade, één keer in de top twintig (een twintigste plaats voor Hungry For Love uit 1963) en één keer in de top tien (een vierde plaats voor I'll Never Get over You, ook uit 1963).
Ondanks het wisselende succes in de hitparade had de groep tot 1965 doorgaans een volle agenda als het om optredens ging. In 1962 speelden Kidd en zijn Pirates in de Cavern Club in Liverpool en aansluitend vertrokken ze naar Hamburg, waar ze optraden in de Star-Club. Daar traden ze voor het eerst op met een piratenschip geschilderd op een grote lap textiel als decor. In beide clubs zijn ze later terug geweest.
De groep bleef hardnekkig rock-'n-roll spelen, terwijl die muziekstijl uit de mode begon te raken. In 1965 liep de belangstelling voor hun muziek steeds verder terug, met als dieptepunt een optreden voor maar 75 mensen. Johnny Kidd and the Pirates traden in 1966 bijna alleen nog op in kleine zaaltjes en kregen daarvoor weinig betaald. Toch kostte het in april 1966, toen The Pirates waren weggelopen, Kidd weinig moeite om een nieuwe band te vinden.
Het postuum uitgebrachte Send for That Girl haalde de hitparade niet.
Hoewel de groep wel opnamen heeft gemaakt voor een langspeelplaat, is er tijdens het leven van Kidd nooit een verschenen. Uiteraard zijn er na zijn dood wel verzamelalbums met muziek van de groep verschenen.

## Discografie

### Singles
- 1959:
  - Please Don't Touch / Growl (HMV POP 615, 25 in de UK Singles Chart)
  - If You Were the Only Girl in the World / Feelin'  (HMV POP 674)
- 1960:
  - You Got What It Takes / Longin' Lips (HMV POP 698, 25 in de UK Singles Chart)
  - Shakin' All Over / Yes Sir, That's My Baby (HMV POP 753, 1 in de UK Singles Chart)
  - Restless / Magic of Love (HMV POP 790, 22 in de UK Singles Chart)
- 1961:
  - Linda Lu / Let's Talk about Us (HMV POP 853, 48 in de UK Singles Chart)
  - Please Don't Bring Me Down / So What (HMV POP 919)
- 1962:
  - Hurry On Back to Love / I Want That (HMV POP 978, Johnny Kidd solo)
  - A Shot of Rhythm and Blues / I Can Tell (HMV POP 1088, 48 in de UK Singles Chart)
- 1963:
  - I'll Never Get over You / Then I Got Everything (HMV POP 1173, 4 in de UK Singles Chart)
  - Hungry For Love / Ecstasy (HMV POP 1228, 20 in de UK Singles Chart)
- 1964:
  - My Babe / Castin’ My Spell (HMV POP 1250, alleen The Pirates)
  - Always and Ever / Doctor Feelgood[5] (HMV POP 1269, 46 in de UK Singles Chart)
  - Jealous Girl / Shop Around (HMV POP 1309)
  - Whole Lotta Woman / Your Cheatin' Heart (HMV POP 1353)
- 1965:
  - The birds and the bees / Don't Make the Same Mistake as I did (HMV POP 1397)
  - Shakin' All Over '65 / Gotta Travel On (HMV POP 1424)
- 1966:
  - Shades of Blue / Can't Understand (Polydor BM56712, alleen The Pirates)
  - It's Got to Be You / I Hate Getting Up in the Morning (HMV POP 1520, Johnny Kidd solo)
  - Send for That Girl / The Fool (HMV POP 1559, uitgebracht na de dood van Johnny Kidd)
- 1976:
  - Shakin' All Over / Yes Sir, That's My Baby (EMI 2414)
- 1977:
  - Please Don't Touch / I'll Never Get over You (EMI 2667)
- 1980:
  - Shakin' All Over / A Shot of Rhythm & Blues (HMV POP 2005)
- 1983:
  - Shakin' All Over / I'll Never Get over You (Old Gold 9366)

### Verzamelalbums (selectie)
- 1983:
  - Rarities (lp en cd): I Know / Oh Boy / Where Are You / A Little Bit of Soap / Steady Date /	More of the Same / I Just Want to Make Love to You / This Golden Ring / Right String but the Wrong Yo Yo / Can't Turn You Loose / Shakin' All Over '65 / I Hate Getting Up in the Morning / Send for That Girl / Hurry On Back to Love / You Got What It Takes / The Fool / Ecstasy / Shop Around / Weep No More My Baby / Whole Lotta Woman (lp: See For Miles CM 120; cd: See For Miles CD 120)
- 2003:
  - The Johnny Kidd Memorial Album/Your Cheating Heart (cd): Shakin' All Over / I Can Tell / Linda Lu / Let's Talk about Us / Hungry for Love / I'll Never Get over You / So What / Please Don't Bring Me Down / Send for That Girl / Whole Lotta Woman / Please Don't Touch / Shop Around / I Want That / Doctor Feelgood / Restless / Shakin' All Over '65 / Your Cheatin' Heart / Longing Lips / Baby You Have Got What It Takes / Gotta Travel On / Weep No More My Baby / Feelin' / Jealous Girl / It's Got to Be You / The Fool / Don ’t Make the Same Mistake as I Did / Big Blon' Baby / Then I Got Everything / A Shot of Rhythm & Blues / Magic of Love (BGO CD580)
- 2012:
  - Shakin’ All Over: The Early Singles 1959-1961 (lp): Please Don't Touch / Growl / Steady Date / Feelin' / If You Were the Only Girl in the World / You Got What It Takes / Longin' Lips / 	Yes Sir, That's My Baby / Shakin' All Over / Restless / Magic of Love / Linda Lu / Let's Talk about Us / Big Blon' Baby / Weep No More My Baby / More of the Same (Rumble Records RUM2011032)

### NPO Radio 2 Top 2000
Van Johnny Kidd & the Pirates stond alleen Shakin' All Over in 1999 in de NPO Radio 2 Top 2000, op plek 1844.